# Chwalibogowo (powiat wrzesiński)
Chwalibogowo – wieś w Polsce położona w województwie wielkopolskim, w powiecie wrzesińskim, w gminie Września.
W latach 1954–1961 wieś należała i była siedzibą władz gromady Chwalibogowo, po jej zniesieniu w gromadzie Września-Południe. 
W latach 1975–1998 miejscowość należała administracyjnie do województwa poznańskiego.
W miejscowości znajduje się pałac wybudowany w końcu XIX w. w tzw. kostiumie francuskim przez Kęszyckich, w XX w. należał do Myszkowskich. W 1939 r. należał do pułkownika A. Myszkowskiego.